# Маслюкові (риби)
Маслюкові (Pholidae) — родина костистих риб ряду Окунеподібні (Perciformes).

## Опис
Маслюкові зовні дуже подібні з деякими літоральними стихеєвими, але відрізняються будовою кістяка: кінці поперечних відростків тулобних хребців у них загнуті вниз і зрощені таким чином, що в замкнутому каналі, що утворився, укладені не тільки відповідні кровоносні судини, але й нирки. Для маслюкових також характерна відсутність ребер і різке зрушення вперед перетяжки хребцевих тіл.
Тіло, сильно подовжене й стисле з боків, покрито дрібною лускою, що налягає. Голова маленька, без шкірястих виростів. Очі маленькі. Рот невеликий, косий. Щелепні зуби дрібні, конічні, сидять в 1-2 ряди. Спинний плавець підтримується короткими негнучкими колючками й простягається від голови до хвоста. На початку анального плавця є 1 або 2 шипи.
Маслюкові — невеликі рибки (як правило, не більше 30 см у довжину), населяють літораль і сублітораль, звичайно не спускаються глибше 50 м. Під час відпливу залишаються в осушній зоні в заростях бурих водоростей, під каменями або в западинах скельних плит, наповнених водою. У воді й на суші (серед водоростей і каменів) пересуваються за рахунок змієподібного згинання тіла. Риби в'юнкі, дуже слизькі й при їхньому пійманні руками легко йдуть між пальців.

## Спосіб життя
Рід Маслюк (Pholis) нараховує 11 видів, з яких лише один живе в Північній Атлантиці, а інші — у північній частині Тихого океану.
Найбільше добре вивчена біологія маслюка звичайного, або атлантичного, (Pholis gunnellus). Це — звичайний мешканець літоральної зони, де він віддає перевагу кам'янистим розсипам і скельним плитам із заростями фукоїдів і ламінарій.
Тіло в маслюка жовтувато-буре, із численними темними поперечними перетяжками, які, роздвоюючись і з'єднуючись один з одним, часто утворюють сітчастий («мармуровий») малюнок. Уздовж спини, захоплюючи нижню частину спинного плавця, через рівні проміжки розташовано 9—15 характерних чорних з жовто-білою облямівкою глазчатих плям. Звичайний маслюк населяє узбережжя північної частини Атлантичного океану й сусідні райони Північного Льодовитого океану. Звичайний біля Ісландії й південно-західних берегів Гренландії (на північ до 67° пн. ш.). У Західній Європі розповсюджений від північно-західних берегів Франції й Великої Британії до Північної Норвегії й Балтійського моря. По американському узбережжю відомий від Лабрадору до Вудс-Холу (42° пн. ш.). У весняно-літній час його часто можна зустріти й під каменями в осушной зоні. Зустрічається також й у верхніх обріях субліторали до глибини 15-30 м, зрідка глибше (до 60-80 м).
Харчується переважно дрібними прибережними ракоподібними (бокоплавами, ізоподами, остракодами, молоддю креветок, личинками морських жолудів), поліхетами, молюсками, ікрою риб.
Інші види маслюків живуть у північній частині Тихого океану. Найбільш відомий з них маслюк червоний (Pholis dolichogaster), що живе в Беринговому, Охотському та Японському морях.

## Види
Містить 15 видів у трьох родах.
- Рід Apodichthys Girard, 1854
  - Apodichthys flavidus Girard, 1854.
  - Apodichthys fucorum Jordan & Gilbert, 1880.
  - Apodichthys sanctaerosae (Gilbert & Starks, 1897).
- Рід Pholis Scopoli, 1777
  - Pholis clemensi Rosenblatt, 1964.
  - Pholis crassispina (Temminck & Schlegel, 1845).
  - Pholis fangi (Wang & Wang, 1935).
  - Pholis fasciata (Bloch & Schneider, 1801).
  - Pholis gunnellus (Linnaeus, 1758).
  - Pholis laeta (Cope, 1873).
  - Pholis nea Peden & Hughes, 1984.
  - Pholis nebulosa (Temminck & Schlegel, 1845).
  - Pholis ornata (Girard, 1854).
  - Pholis picta (Kner, 1868).
  - Pholis schultzi Schultz, 1931.
- Рід Rhodymenichthys Jordan and Evermann, 1896
  - Rhodymenichthys dolichogaster (Pallas, 1814).